# Gleichbehandlungsrichtlinien
Die Gleichbehandlungsrichtlinien der Europäischen Union wurden vom Rat der Europäischen Union beschlossen. Dabei handelt es sich um eine Vielzahl von Richtlinien zur Gleichbehandlung, die in Deutschland unter anderem im Allgemeinen Gleichbehandlungsgesetz (AGG) und in Österreich im Gleichbehandlungsgesetz (GlBG 2004) in nationales Recht umsetzt wurden.

## Ziel
Ziel ist die Verwirklichung des Grundsatzes der Gleichbehandlung aller Menschen und Geschlechter hinsichtlich des Zugangs zur Beschäftigung, zur Berufsbildung und zum beruflichen Aufstieg sowie in Bezug auf die Arbeitsbedingungen und die betrieblichen Systeme der sozialen Sicherheit.

### Einzelne Richtlinien
Sekundäre Quellen des EU‐Gleichbehandlungsrechts sind beispielsweise:
- Richtlinie 2000/43/EG (Antirassismusrichtlinie)
- Richtlinie 2000/78/EG (Gleichbehandlungsrahmenrichtlinie)
- Richtlinie 2004/113/EG (Richtlinie über den Zugang zu Gütern und Dienstleistungen)
- Richtlinie 2006/54/EG (Gleichbehandlungsrichtlinie)
- Richtlinie 75/117/EWG (Entgeltgleichheitsrichtlinie)

### Methoden zur Umsetzung
Auf der Grundlage von Diskriminierungsdefinitionen soll unter anderem eine Beweiserleichterung für Betroffene erreicht werden sowie bei Verstößen gegen das Gleichbehandlungsgebot „wirksame, verhältnismäßige und abschreckenden Sanktionen“ eingeleitet werden können. Die Gleichbehandlungsrichtlinien sollen Diskriminierungen nicht nur verbieten, sondern wirksam beseitigen.

## Geschichte
Im Amtsblatt der Europäischen Gemeinschaften vom 14. Februar 1976 ist festgehalten, dass der Rat der Europäischen Gemeinschaften „gestützt auf den Vertrag zur Gründung der Europäischen Wirtschaftsgemeinschaft“ u. a. „nach Stellungnahme des Europäischen Parlaments“ innerhalb eines „sozialpolitischen Aktionsprogramms“ „als eine der Prioritäten die Durchführung von Aktionen festgelegt“ hat, „die zum Ziel haben, gleiche Bedingungen für Männer und Frauen hinsichtlich des Zugangs zur Beschäftigung, zur beruflichen Bildung und zum beruflichen Aufstieg sowie in Bezug auf die Arbeitsbedingungen einschließlich der Entlohnung zu schaffen.“ Auch wird auf die Richtlinie 75/117/EWG vom 10. Februar 1975 verwiesen, in der „die Anwendung des Grundsatzes des gleichen Entgelts für Männer und Frauen“ rechtlich vorgeschrieben worden war. Im April 1976 vertrat der Europäische Gerichtshof im Defrenne-Urteil sodann den Standpunkt, „dass der Grundsatz der Gleichheit des Arbeitsentgelts für Männer und Frauen unmittelbare Wirkung hat.“
Die Richtlinie wird „Grundsatz der Gleichbehandlung“ genannt.